# بوفنيق فاطمة
بوفنيق فاطمة (باللاتينية BOUFENIK Fatma ) (مواليد 14 يونيو 1958 في البيض-الجزائر). هي ناشطة نَسوية و مناضلة في مجال حقوق النساء كبرت وعاشت في وهران. حاصلة على شهادة ليسانس في العلوم الاقتصادية شعبة إدارة في جوان 1982 ودكتوراه في التحليل والتنمية الاقتصادية. تلقي فاطمة محاضرات في جامعة محمد بن أحمد - وهران 2 ، متخصصة في التحليل والتنمية الاقتصادية.

## المسار الجمعوي
السيدة بوفينيق ناشطة نَسوية ومناضلة في مجال حقوق النساء، مؤسسة وعضوة في جمعية النساء الجزائريات المطالبات بحقوقهن-FARD- وهي جمعية تأسست سنة 1995 تعمل من أجل المساواة في الحقوق بين النساء والرجال. وأيضا تعمل على المساواة في الفرص من الناحية الاقتصادية والاجتماعية والسياسية لدى الرجال والنساء.
يقع مقر جمعية FARD في وهران وهي تخضع للقانون 12-06 المتعلق بالجمعيات الجزائرية. تعمل الجمعية على توفير المعلومات والتوعية والتدريب والدعم للنساء ضحايا العنف على أساس النوع الاجتماعي. تم تشميع المقر في 27 فيفري 2018 من قبل مديرية التنظيم والشؤون العامة (DRAG - ولاية وهران) بحجة أن الجمعية تنشط بدون ترخيص مصادق عليه، لكن تم رفع الأختام في 5 مارس 2018 بعد التعبئة التي قام بها نشطاء جمعويون.

## الإلتزام الجمعوي و السياسي
بدأت فاطمة بوفنيق نضالها في منتصف السبعينات، لتكون عضوًا في مجموعة المدارس الثانوية كطالبة في ثانوية الحياة بوهران، ثم كطالبة ضد صدور قانون الأسرة، ضمن مجموعات عمل للطالبات قسم من معهد العلوم الاقتصادية في وهران - الجزائر.
شاركت السيدة بوفنيق في النضال من أجل الحقوق الاجتماعية وأصبحت الأمينة العامة لقسم النقابات المهنية لثانوية التقنية للبنات في وهران ما بين 1982 و 1988، والتي تركتها للاستثمار في الدفاع عن حقوق الإنسان عقب الانتهاكات على حقوق الإنسان في أحداث أكتوبر 1988.
أصحبت عضوة في مكتب ولاية وهران التابع للرابطة الجزائرية للدفاع عن حقوق الإنسان من 1988 إلى 1990.
كانت السيدة بوفنيق مترشحة في أول انتخابات حرة في الجزائر، على القائمة المستقلة «الباهية» في المجلس البلدي في مدينة وهران، في ماي 1990.
عضوة في الجمعية النسوية لترقية المواطن وممارسة  المواطنة AFEPEC منذ إنشائها في عام 1989 كي تترك الجمعية سنة 1994.
عضوة في جمعية FARD منذ تأسيسها في عام 1995 حتى اليوم. حيث تم انتخابها رئيسة للجمعية ما بين 1997 و 2010.
مؤسسة ومديرة متطوعة لمركز كريمة سينوسي، مركز دعم للنساء ضحايا العنف.
بادرت في فتح فضاء من أجل الإدماج الاجتماعي والمهني والتمكين الاقتصادي للنساء.
أطلقت شبكة الإدماج النوع الاجتماعي في النشاطات الجمعوية في الجزائر.
في أفريل 2007، ترشحت لانتخابات النواب في المجلس الشعبي الوطني في الجزائر.
في عام 2018، تواصل السيدة بوفنيق فاطمة حملتها من أجل المساواة أمام القانون بين الرجال والنساء وتدعو إلى إلغاء قانون الأسرة. كما تعمل على الحريات الفردية والجماعية وتدعو إلى حرية التجمع و الجمعيات وإلغاء القانون رقم 12-06.